# دانشگاه کشاورزی گرجستان
دانشگاه کشاورزی گرجستان (به لاتین: Agricultural University of Georgia) یک دانشگاه در گرجستان است که در تفلیس واقع شده‌است.